# Scardamia rectilinea
Scardamia rectilinea är en fjärilsart som beskrevs av W. Warren 1896. Scardamia rectilinea ingår i släktet Scardamia och familjen mätare. Inga underarter finns listade.